# 1789 Dobrovolsky
1789 Dobrovolsky este un asteroid din centura principală, descoperit pe 19 august 1966, de Liudmila Cernîh. A fost numit după cosmonautul sovietic Georgi Dobrovolski.